# Фроня, Александру
Александру Фроня (рум. Alexandru Fronea; 15 ноября 1933, Бухарест — 10 апреля 2013, Плоешти) — румынский футболист, игравший на позиции защитника.

## Биография

### Игровая карьера
Фроня на протяжении всей футбольной карьеры играл в Румынии за шесть разных клубов. Главные его успехи были связаны с клубом «Петролул», в составе которого он отыграл восемь сезонов, выиграл два чемпионских титула в 1958 и 1959 годах, а также Кубок Румынии в 1963 году. Всего в составе «жёлтых волков» Фроня сыграл в чемпионате Румынии 132 матча и забил 1 гол.
Последним клубом для Фрони в карьере стал «Тырговиште», в котором отыграв один сезон в 1966 году завершил карьеру.

### Карьера в сборной
29 мая 1960 года сыграл за сборную Румынии единственный матч в квалификации на чемпионат Европы 1960 года со сборной Чехословакии; Румыния проиграла со счётом 3:0 и не попала в финальную часть.

### Смерть
Скончался 10 апреля 2013 года в Плоешти в возрасте 79 лет.

### Достижения
«Петролул»
- Чемпион Румынии (2): 1957/58, 1958/59
- Обладатель Кубка Румынии (1): 1962/63